# سیارک ۳۱۶۶

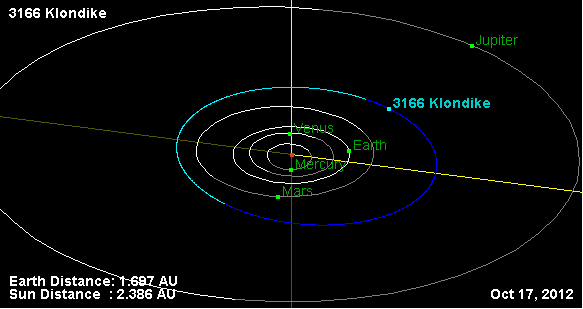
3166 Klondike

سیارک ۳۱۶۶ (به انگلیسی: 3166 Klondike، نامگذاری:1940FG) سه هزار و صد و شصت و ششمین سیارک کشف شده‌است که در ۳۰ مارس ۱۹۴۰ کشف شد.
قدر مطلق سیارک برابر ۱۳٫۰۰ است.